# Treasons Act 1534
Treasons Act 1534 var en akt som antogs av det engelska parlamentet under kung Henrik VIII:s regering 1534. 
Denna akt antogs efter suprematiakten, som gjorde kungen till det "enda överhuvudet över engelska kyrkan på jorden." Treason Act 1534 gjorde det till högförräderi, straffbart med döden, att bestrida suprematieakten, på engelska benämnd Act of Supremacy.